# Stizolestes nigriventris
Stizolestes nigriventris är en tvåvingeart som först beskrevs av Philippi 1865.  Stizolestes nigriventris ingår i släktet Stizolestes och familjen rovflugor. Inga underarter finns listade i Catalogue of Life.